# الدوري الشمالي الممتاز 2000–01
الدوري الشمالي الممتاز 2000–01 هو موسم من دوري الشمال الممتاز ‏. فاز فيه نادي ستاليبريدج سيلتيك.